# Eupithecia decorata
Eupithecia decorata es una especie de polilla de la familia Geometridae. La especie fue descrita por primera vez por William Warren habiendo sido descrita en 1904, con distribución en Perú. El sintipo de la especie fue descrita en el sector Cerro de Pasco, Huancabamba.

## Descripción
Es una polilla blanquecina, y pequeña con una envergadura de 21 milímetros (0,8 plg), con el ala anterior sombreada de marrón rojizo. Las líneas son negruzcas con un parche basal pequeño, bordeado por una línea curva negruzca. El borde interno de la fascia central es negruzco, desde antes de un tercio de la costa hasta un cuarto del margen interno. El intervalo anterior del ala se ve llena de color marrón, bordeado a cada lado por una línea blanca. El borde exterior de la fascia desde dos tercios de la costa es casi recto hasta la vena 4, luego se vuelve sinuoso hacia adentro hasta tres cuartos del margen interno, marcado con escamas negras y grises. El centro de la fascia es blanquecino, con una pequeña mancha gris. A la fascia le sigue una banda, cuya mitad interior es blanca y la exterior es marrón. El área marginal es marrón con una línea submarginal dentada, blanca. Se nota además una fila de rayas marginales negras entre las venas, conectadas por barras negras con bordes blancos con los dientes de la línea submarginal.
El ala trasera no cuenta con marcas basales, por lo demás es similar a la anterior, pero sin el tinte marrón excepto a lo largo del margen posterior del ala. El envés es blanquecino, con las marcas todas distintas y grises.
La cabeza y el tórax es de color gris parduzco. El abdomen no tiene mayores características que le distinguen.